# لاري شنايدر
لاري شنايدر هو سياسي كندي، ولد في 23 مارس 1938 في ريجاينا في كندا. حزبياً، نشط في الحزب الكندي التقدمي المحافظ. وقد انتخب عضو مجلس العموم الكندي.